# Jopie van Oudtshoorn
Jopie van Oudtshoorn (* 5. Februar 1976) ist ein ehemaliger südafrikanischer Sprinter, der sich auf den 400-Meter-Lauf spezialisiert hatte.
Der bedeutendste Erfolg seiner Karriere war der Gewinn der Bronzemedaille in der 4-mal-400-Meter-Staffel bei den Leichtathletik-Weltmeisterschaften 1999 in Sevilla. Die südafrikanische Mannschaft hatte in der Aufstellung Jopie van Oudtshoorn, Hendrick Mokganyetsi, Adriaan Botha und Arnaud Malherbe das Ziel in Landesrekordzeit von 3:00,20 min zwar nur als vierte erreicht. Die ursprünglich siegreiche US-amerikanische Staffel wurde jedoch nachträglich wegen eines Dopingvergehens ihres Läufers Antonio Pettigrew disqualifiziert, so dass das südafrikanische Quartett in der Wertung um einen Rang aufrückte. Van Oudtshoorn startete in Sevilla auch im 400-Meter-Lauf, schied aber in der Viertelfinalrunde aus. Einen Monat zuvor hatte er bei der Universiade in Palma de Mallorca über dieselbe Distanz die Bronzemedaille gewonnen.

## Bestleistungen
- 200 m: 20,99 s, 13. Februar 1999, Germiston
- 400 m: 44,75 s, 7. April 1999, Germiston